# 4788 Simpson
4788 Simpson è un asteroide della fascia principale. Scoperto nel 1986, presenta un'orbita caratterizzata da un semiasse maggiore pari a 2,2624854 UA e da un'eccentricità di 0,1301523, inclinata di 4,32144° rispetto all'eclittica.